# 穆公 (宋)
穆公（ぼくこう、? - 紀元前720年）は、春秋時代の宋の君主（在位前729年 - 前720年）。姓は子、名は和。武公の子。兄の宣公の後をうけて宋国の君主となった。在位9年。死の床にあって大司馬の孔父嘉を召しだし、兄の子の與夷を公位につけるよう遺言した。子の馮には出国させて鄭に住まわせた。